# Aenasius punctatus
Aenasius punctatus är en stekelart som beskrevs av Compere 1937. Aenasius punctatus ingår i släktet Aenasius och familjen sköldlussteklar.
Artens utbredningsområde är Uruguay. Inga underarter finns listade i Catalogue of Life.